# Pogăceaua
Pogăceaua – wieś w Rumunii, w okręgu Marusza, w gminie Pogăceaua. W 2011 roku liczyła 1218 mieszkańców.